# البنیا
البنگا (به ایتالیایی: Albenga) یک سکونتگاه مسکونی در ایتالیا است که در استان ساونا واقع شده‌است.

## خصوصیات
البنگا ۳۶٫۵۱ کیلومترمربع مساحت و ۲۴٬۳۷۸ نفر جمعیت دارد و ۵ متر بالاتر از سطح دریا واقع شده‌است.